# La casa de las chivas (película)
La casa de las chivas es una película dramática española dirigida por León Klimovsky, adaptación de la obra de teatro homónima de Jaime Salom, protagonizada por Simón Andreu, Charo Soriano, Ricardo Merino y María Kosty. Fue estrenada en el cine Florida de Barcelona el 28 de abril de 1972.

## Sinopsis
Verano de 1938. En plena Guerra civil española, las hermanas Trini y Petra, que regentan una fonda, viven las penurias del conflicto bélico debido a su proximidad al frente. Un destacamento del Ejército Popular de la República ocupa un caserón cercano. El hambre que sufre su familia les obliga a entregarse a los militares y así poder obtener alimentos para sobrevivir. Trini, la hermana pequeña se enamora de uno de los soldados, un joven sacerdote que pretende mantener oculta su condición frente a los demás soldados.

## Reparto
- Simón Andrés: Juan
- Charo Soriano: Petra
- Ricardo Merino: Mariano
- María Kosty: Trini
- Pedro Mari Sánchez: el Nene
- Rafael Hernández: Buena
- José Canalejas: Guzmán
- Simón Arriaga: Villalba
- Adriano Domínguez: Alonso
- Antonio Casas: el padre

## Reconocimientos
Charo Soriano recibió el premio a la mejor actriz principal de los Premios del Sindicato Nacional del Espectáculo de 1971.